# Windhausen (Übach-Palenberg)
Windhausen ist ein landwirtschaftlich geprägter Stadtteil von Übach-Palenberg im Kreis Heinsberg. Der Name stammt vermutlich von seiner windigen Höhenlage oberhalb der Wurm. Aufgrund dieser steilen Lage und der Zugtierlederriemen Pissel trägt Windhausen den Spitznamen „St. Pissel auf der Alm“.

## Geschichte
Am 31. Dezember 2005 lebten in Windhausen 352 Personen. 

## Sehenswürdigkeiten

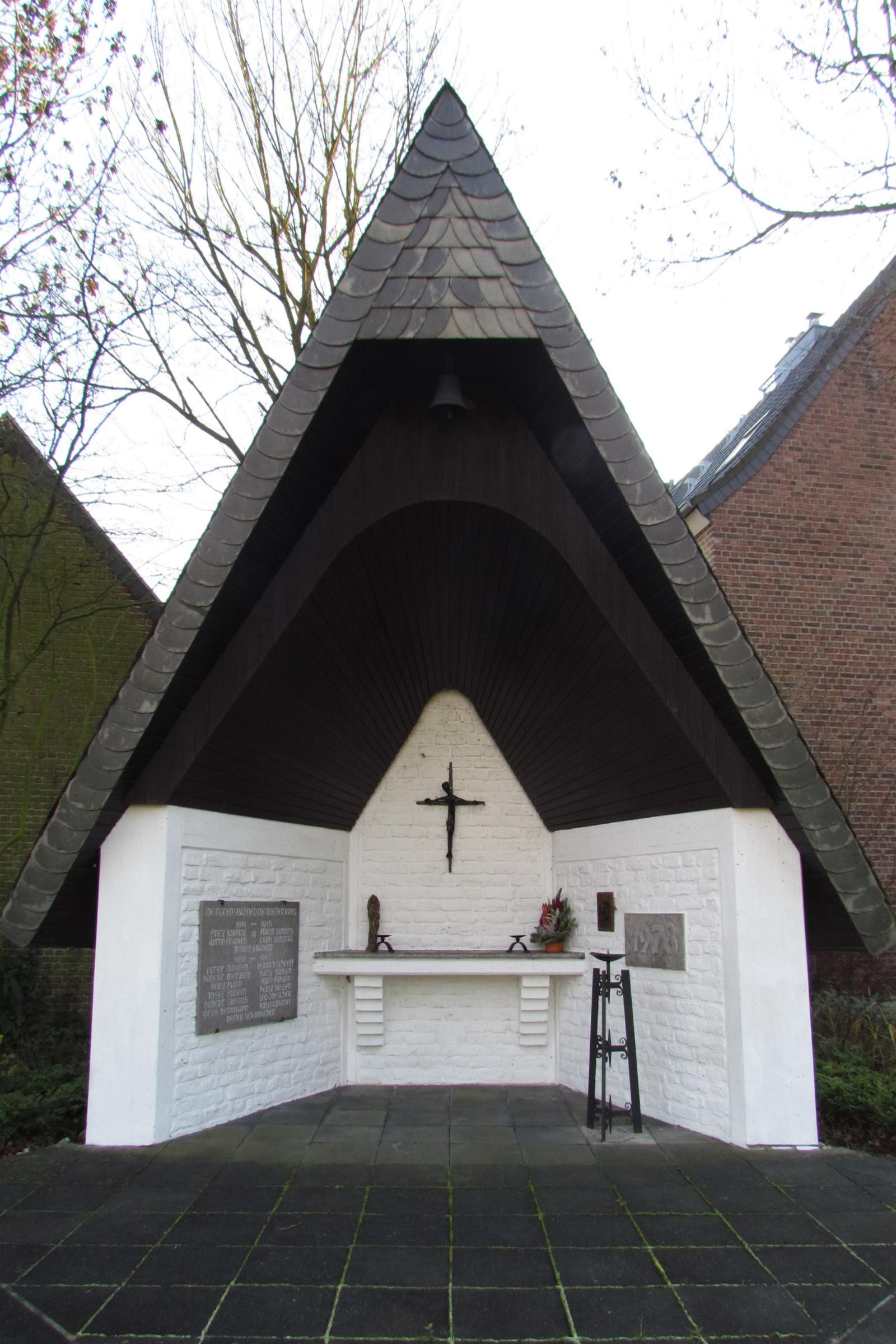
Kapelle Windhausen

### Park
In Windhausen liegt der „Willy-Dohmen-Park“, ein von dem verstorbenen Unternehmer Willy Dohmen in den 1980er Jahren für die Öffentlichkeit gestifteter und frei zugänglicher Park in einer ehemaligen Kiesgrube. Auf 20 Hektar blühen hier unter anderem 7000 Rhododendren. 

### Backes
1986 wurde von der Dorfgemeinschaft ein Backhaus nach historischem Vorbild gebaut und wird seitdem gemeinschaftlich genutzt: das so genannte „Backes“.

## Verkehr
Der nächste Bahnhof ist Übach-Palenberg an der Bahnstrecke Aachen–Mönchengladbach. Die nächsten Anschlussstellen sind „Alsdorf“ und „Aldenhoven“ an der A 44 sowie „Heinsberg“ an der A 46.
Windhausen ist wochentags mit der Buslinie 491 der WestVerkehr an das ÖPNV-Netz des Aachener Verkehrsverbundes angeschlossen. Abends und am Wochenende kann der Multi-Bus angefordert werden.
| Linie | Verlauf |
| ----- | --- |
| 491   | Geilenkirchen Bf – (Bauchem – Nierstraß –) Teveren – Grotenrath – Scherpenseel – (Siepenbusch – Windhausen –) Marienberg – Palenberg Bf (– Palenberg – Übach) |

## Vereine
- Dorfgemeinschaft Windhausen e.V.,
- St. Petri-Pauli Schützenbruderschaft Windhausen 1875 e.V.